# Barber Green
Barber Green – wieś w Anglii, w Kumbrii. Leży 74 km na południe od miasta Carlisle i 356 km na północny zachód od Londynu.